# ChKBM
ChKBM (uk. Charkivske Konstruktorske Bjuro Masjinobuduvannja, "Charkovs konstruktionsbyrå för maskinbyggnad") är ett statligt ukrainskt teknikföretag med huvudsaklig inriktning mot försvarsindustrin. Företaget utvecklar stridsvagnar och andra militära pansarfordon med band- eller hjuldrift, till exempel MBT-vagnarna T-80UD och T-84. På 1930-talet utvecklade ChKBM under A. A. Morozov flera av de sovjetiska pansarfordon som användes under andra världskriget, bland annat BT och T-34.